# Przywódcy Naddniestrza

## Besarabska Socjalistyczna Republika Radziecka

### Przewodniczący Tymczasowej Rady Komisarzy Ludowych
| # | Imię i nazwisko               | Od          | Do            | Partia polityczna |
| - | ----------------------------- | ----------- | ------------- | ----------------- |
| 1 | Iwan Kriworukow (1883 - 1937) | 5 maja 1919 | wrzesień 1919 | RKP(b)            |

## Mołdawska Autonomiczna Socjalistyczna Republika Radziecka

### Sekretarze Mołdawskiego Komitetu Obwodowego Komunistycznej Partii (bolszewików) Ukrainy
| Osoba | Osoba                          | Kadencja             | Kadencja            |
| #     | Imię i nazwisko                | Od                   | Do                  |
| ----- | ------------------------------ | -------------------- | ------------------- |
| 1     | Iosif Badiejew (1880–1937)     | 15 października 1924 | 27 grudnia 1928     |
| 2     | Chaim Bogopolski (1891–1937)   | 27 grudnia 1928      | 25 lutego 1930      |
| 3     | wakat                          | 25 lutego 1930       | 9 kwietnia 1930     |
| 4     | Ilja Iljin (1893–1973)         | 9 kwietnia 1930      | 2 października 1931 |
| 5     | Iwan Sporosz (1898–1937)       | 2 października 1931  | 3 lipca 1932        |
| 6     | Iwan Sirko (1900-1976)         | 3 lipca 1932         | 5 czerwca 1933      |
| 7     | Gurgen Bułat (1900-1949)       | 5 czerwca 1933       | 28 sierpnia 1935    |
| 8     | Zinowiej Siderski (1897-1938)  | 28 sierpnia 1935     | 17 maja 1937        |
| 9     | Władimir Todres (1897-1959)    | 17 maja 1937         | 30 sierpnia 1937    |
| 10    | Władimir Borysow (1901-?)      | 23 maja 1938         | 26 lutego 1939      |
| 11    | Aleksiej Mielnikow (1900–1967) | 26 lutego 1939       | czerwiec 1939       |
| 12    | Piotr Borodin (1905–1986)      | czerwiec 1939        | 16 sierpnia 1940    |

### Przewodniczący Tymczasowego Mołdawskiego Komitetu Rewolucyjnego
| # | Imię i nazwisko              | Od                   | Do               | Partia polityczna                          |
| - | ---------------------------- | -------------------- | ---------------- | ------------------------------------------ |
| 1 | Grigorij Borisow (1880-1937) | 12 października 1924 | 23 kwietnia 1925 | Komunistyczna Partia (Bolszewików) Ukrainy |

### Przewodniczący Centralnego Komitetu Wykonawczego
| # | Imię i nazwisko                              | Od               | Do            | Partia polityczna                          |
| - | -------------------------------------------- | ---------------- | ------------- | ------------------------------------------ |
| 1 | Grigorij Borisow (1880-1937)                 | 23 kwietnia 1925 | 14 maja 1926  | Komunistyczna Partia (Bolszewików) Ukrainy |
| 2 | Eustafiej Woronowicz (1890-1937)             | 14 maja 1926     | maj 1937      | Komunistyczna Partia (Bolszewików) Ukrainy |
| - | Georgij Streszny (1900-1940) (tymczasowo)    | maj 1937         | luty 1938     | Komunistyczna Partia (Bolszewików) Ukrainy |
| - | Tichon Konstantinow (1898-1957) (tymczasowo) | luty 1938        | 18 lipca 1938 | Komunistyczna Partia (Bolszewików) Ukrainy |

### Przewodniczący Prezydium Rady Najwyższej
| # | Imię i nazwisko                 | Od             | Do              | Partia polityczna                          |
| - | ------------------------------- | -------------- | --------------- | ------------------------------------------ |
| 1 | Tichon Konstantinow (1898-1957) | 18 lipca 1938  | 7 czerwca 1940  | Komunistyczna Partia (Bolszewików) Ukrainy |
| 2 | Fiodor Browko (1904-1960)       | 7 czerwca 1940 | 2 sierpnia 1940 | Komunistyczna Partia (Bolszewików) Ukrainy |

## Naddniestrzańska Socjalistyczna Radziecka Republika Mołdawska

### Przewodniczący Rady Najwyższej
| Osoba | Osoba                                     | Osoba   | Kadencja            | Kadencja            | Partia polityczna |
| #     | Imię i nazwisko                           | Portret | Od                  | Do                  | Partia polityczna |
| ----- | ----------------------------------------- | ------- | ------------------- | ------------------- | ----------------- |
| 1     | Igor Smirnow (1941–)                      |         | 3 września 1990     | 29 sierpnia 1991    | bezpartyjny       |
| —     | Andriej Manojlow (1945–1995) (tymczasowo) |         | 29 sierpnia 1991    | 1 października 1991 | bezpartyjny       |
| (1)   | Igor Smirnow (1941–)                      |         | 1 października 1991 | 29 listopada 1991   | bezpartyjny       |

## Naddniestrzańska Republika Mołdawska

### Prezydent
| Osoba | Osoba                        | Osoba   | Kadencja        | Kadencja        | Partia polityczna |
| #     | Imię i nazwisko              | Portret | Od              | Do              | Partia polityczna |
| ----- | ---------------------------- | ------- | --------------- | --------------- | ----------------- |
| 1     | Igor Smirnow (1941 -)        |         | 1 grudnia 1991  | 30 grudnia 2011 | Republika         |
| 2     | Jewgienij Szewczuk (1968 -)  |         | 30 grudnia 2011 | 16 grudnia 2016 | bezpartyjny       |
| 3     | Wadim Krasnosielski (1970 -) |         | 16 grudnia 2016 | nadal           | Partia Odnowienia |